# Verlhac-Tescou
Verlhac-Tescou is een gemeente in het Franse departement Tarn-et-Garonne (regio Occitanie) en telt 416 inwoners (2004). De plaats maakt deel uit van het arrondissement Montauban.

## Geografie
De oppervlakte van Verlhac-Tescou bedraagt 22,8 km², de bevolkingsdichtheid is 18,2 inwoners per km².
De onderstaande kaart toont de ligging van Verlhac-Tescou met de belangrijkste infrastructuur en aangrenzende gemeenten.

## Demografie
Onderstaande figuur toont het verloop van het inwonertal (bron: INSEE-tellingen).